# (3033) Holbaek
(3033) Holbaek es un asteroide perteneciente al cinturón de asteroides, descubierto el 5 de marzo de 1984 por Karl Augustesen, y sus compañeros astrónomos Poul Jensen y Hans Jørn Fogh Olsen desde el Observatorio Brorfelde, Holbæk, Dinamarca.

## Designación y nombre
Designado provisionalmente como 1984 EJ. Fue nombrado Holbaek en homenaje al municipio danés de Holbæk, lugar donde se encuentra ubicado el Observatorio desde el que fue descubierto.